# قصر بورلي
قصر بورلي (بالفرنسية: Château Borély) هو قصر تاريخي يقع في مدينة مرسيليا بجنوب فرنسا. بُني بين عامي 1767 و1778 لصالح التاجر الغني لويس بورلي. يُعد القصر واحدًا من أبرز المعالم المعمارية في مرسيليا.

## التاريخ
بُني قصر بورلي على يد المهندس المعماري إتيان كورناي بتكليف من عائلة بورلي، وهي واحدة من العائلات التجارية البارزة في مرسيليا في القرن الثامن عشر. كان الهدف من بناء القصر أن يكون مقر إقامة صيفي فخم، وقد تم تزيين القاعات الداخلية بزخارف فنية غنية تعكس الذوق الأرستقراطي في تلك الحقبة.
في عام 1856، اشترت بلدية مرسيليا القصر، وتم استخدامه لاحقًا كمتحف. حتى عام 2013، كان يضم متحف الخزف والفنون الزخرفية، قبل أن يصبح مقرًا لـ "متحف الفنون الزخرفية والخزف والأزياء" الذي افتُتح تزامنًا مع اختيار مرسيليا عاصمة للثقافة الأوروبية في 2013.

## المتحف
يضم المتحف اليوم مجموعات غنية من الأعمال الفنية تشمل الخزف، الأثاث، المنسوجات، والأزياء من مختلف العصور. كما يُنظم القصر معارض مؤقتة وفعاليات ثقافية بشكل منتظم.

## الحديقة
يحيط بالقصر منتزه واسع يُعرف بـ "حديقة بورلي"، وهي واحدة من أكبر المساحات الخضراء في مرسيليا، وتُعد وجهة مفضلة للنزهات والرياضة.

## المعالم القريبة
يقع القصر بالقرب من شاطئ برادو الشهير، مما يجعله نقطة جذب للسياح الذين يجمعون بين زيارة المعلم الثقافي والاستمتاع بالشاطئ.